# Caecognathia crenulatifrons
Caecognathia crenulatifrons är en kräftdjursart som först beskrevs av Théodore Monod 1926.  Caecognathia crenulatifrons ingår i släktet Caecognathia och familjen Gnathiidae. Inga underarter finns listade i Catalogue of Life.